# Гіперфокус

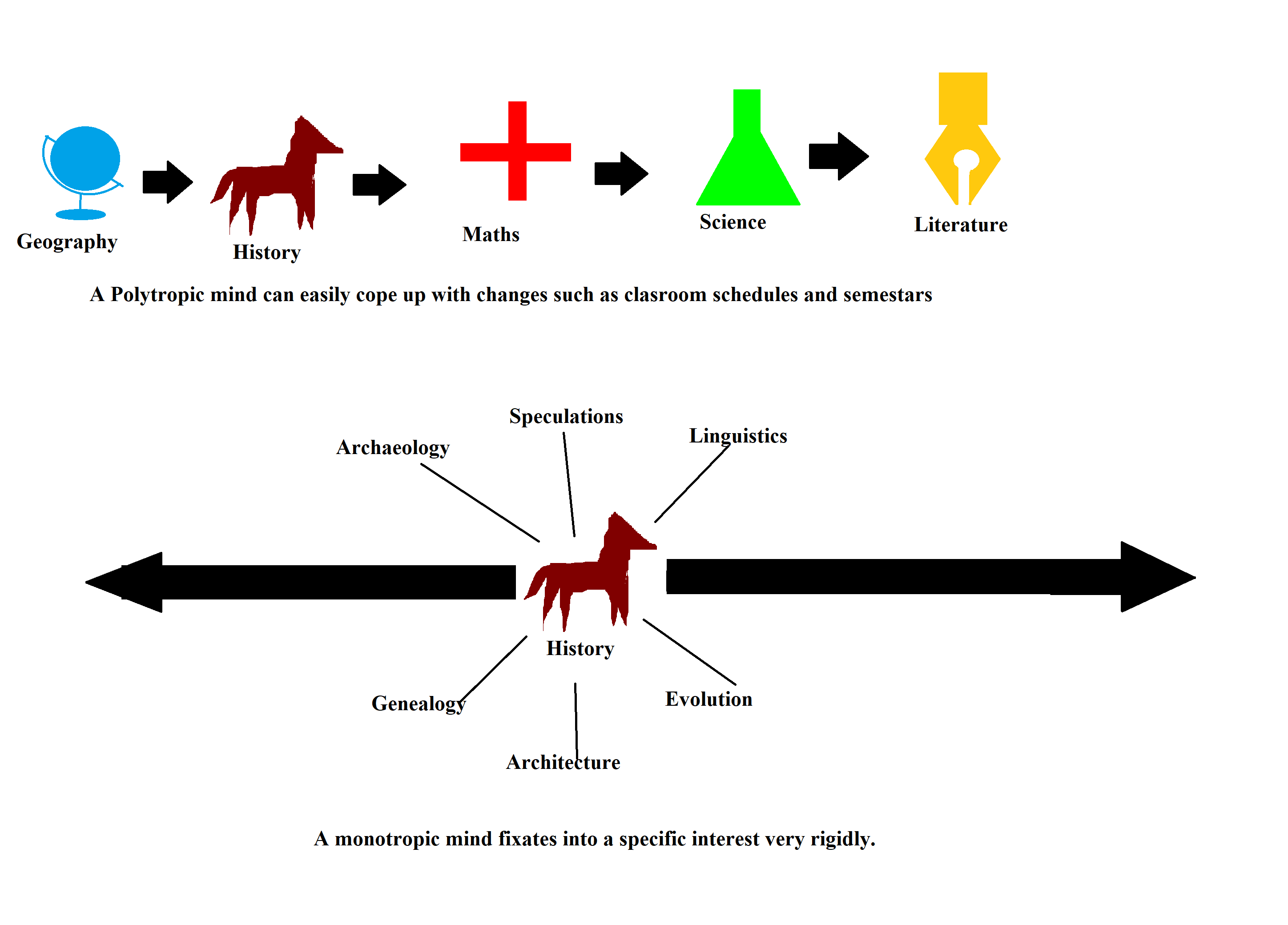
Монотропне (гіперфокусне) та політропне навчання

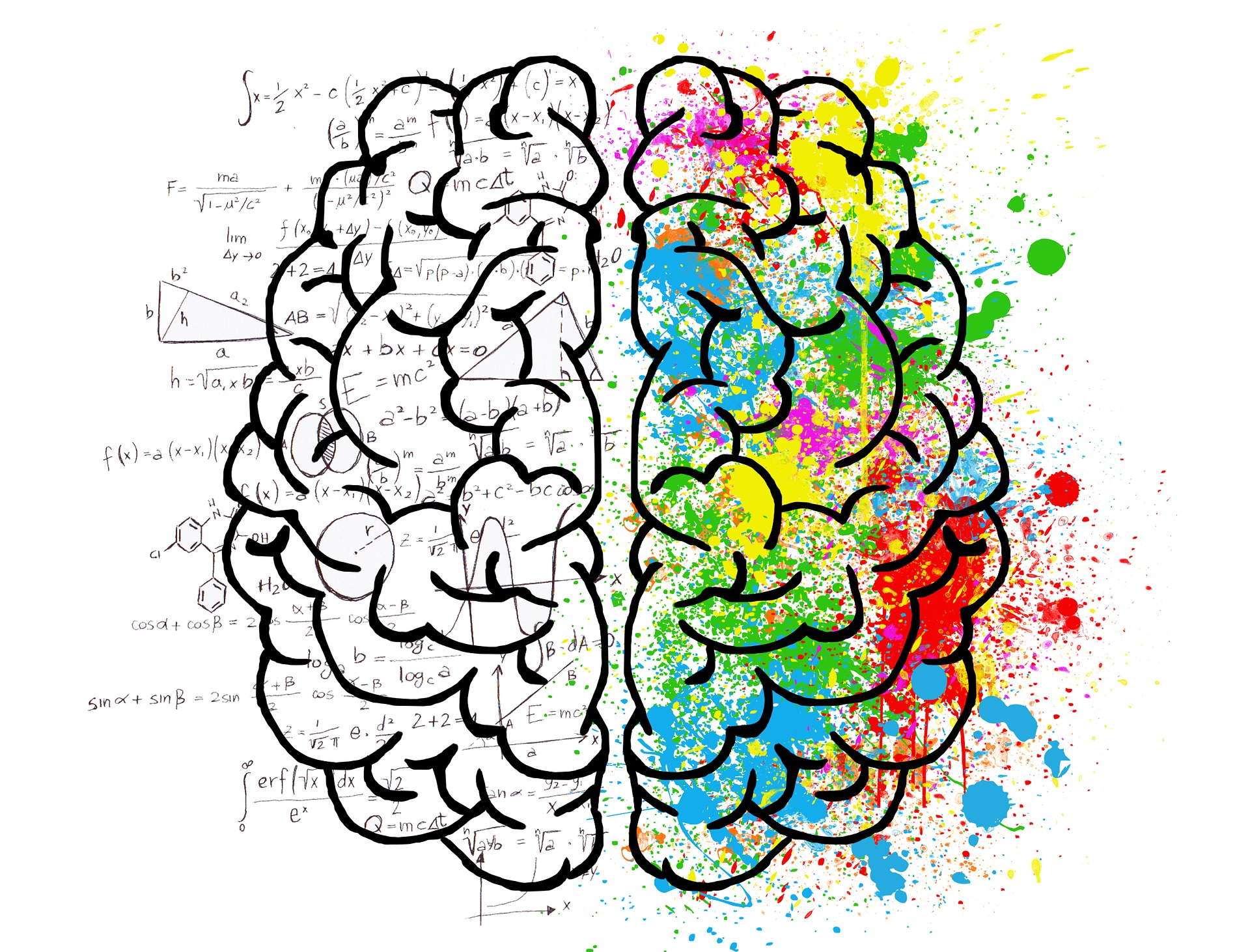
Психологічна теорія про латералізацію мозку розглядається у вигляді гіперфокуса як симптом психічного здоров'я. Це досліджується, але емпірично не доведено.

Гіперфокус — це інтенсивна форма ментальної концентрації або візуалізації, яка фокусує свідомість на предметі, темі чи завданні. У деяких людей різні предмети або теми можуть також включати мрії, поняття, вигадку, уяву та інші об'єкти розуму. Гіперзосередженість на певній темі може призвести до відволікання від призначених чи важливих завдань.
Психіатрично це вважається ознакою «РДУГ» разом із неуважністю, і було запропоновано як ознаку інших станів, таких як шизофренія та розлади аутистичного спектру (РАС).
Гіперфокус може мати відношення до концепції «потоку». За деяких обставин як потік, так і гіперфокус можуть сприяти досягненню, але за інших обставин той самий фокус і поведінка можуть бути перешкодою, відволікаючи від поставленого завдання. Однак, на відміну від гіперфокуса, «потік» часто описується в більш позитивних термінах, що свідчить про те, що вони не є двома сторонами одного стану за протилежних обставин або інтелекту.

## Як психіатричний симптом
У деяких випадках гіперфокус може також бути симптомом психічного захворювання. У деяких випадках це називають персеверацією — нездатністю/порушенням у перемиканні завдань чи дій («перемикання між завданнями») або утриманні від повторення психічної чи фізичної реакції (жестів, слів, думок), попри відсутність/припинення подразника. Його відрізняють від стереотипії (часто повторюваної ідіосинкратичної поведінки).
Стани, пов'язані з гіперфокусом або персеверацією, включають розлади нервової системи, особливо ті, які вважаються спектром аутизму, та розладом дефіциту уваги з гіперактивністю («РДУГ»). При «РДУГ» це може бути механізмом подолання або симптомом емоційної саморегуляції. Так звані «двічі виняткові» люди з високим інтелектом і труднощами в навчанні можуть мати одну або обидва з гіперфокусованої та персеверативної поведінки. Вони часто імітуються подібними станами, що включають виконавчу дисфункцію або емоційну дисрегуляцію, а відсутність діагностики та лікування може призвести до подальших супутніх захворювань.

### РДУГ

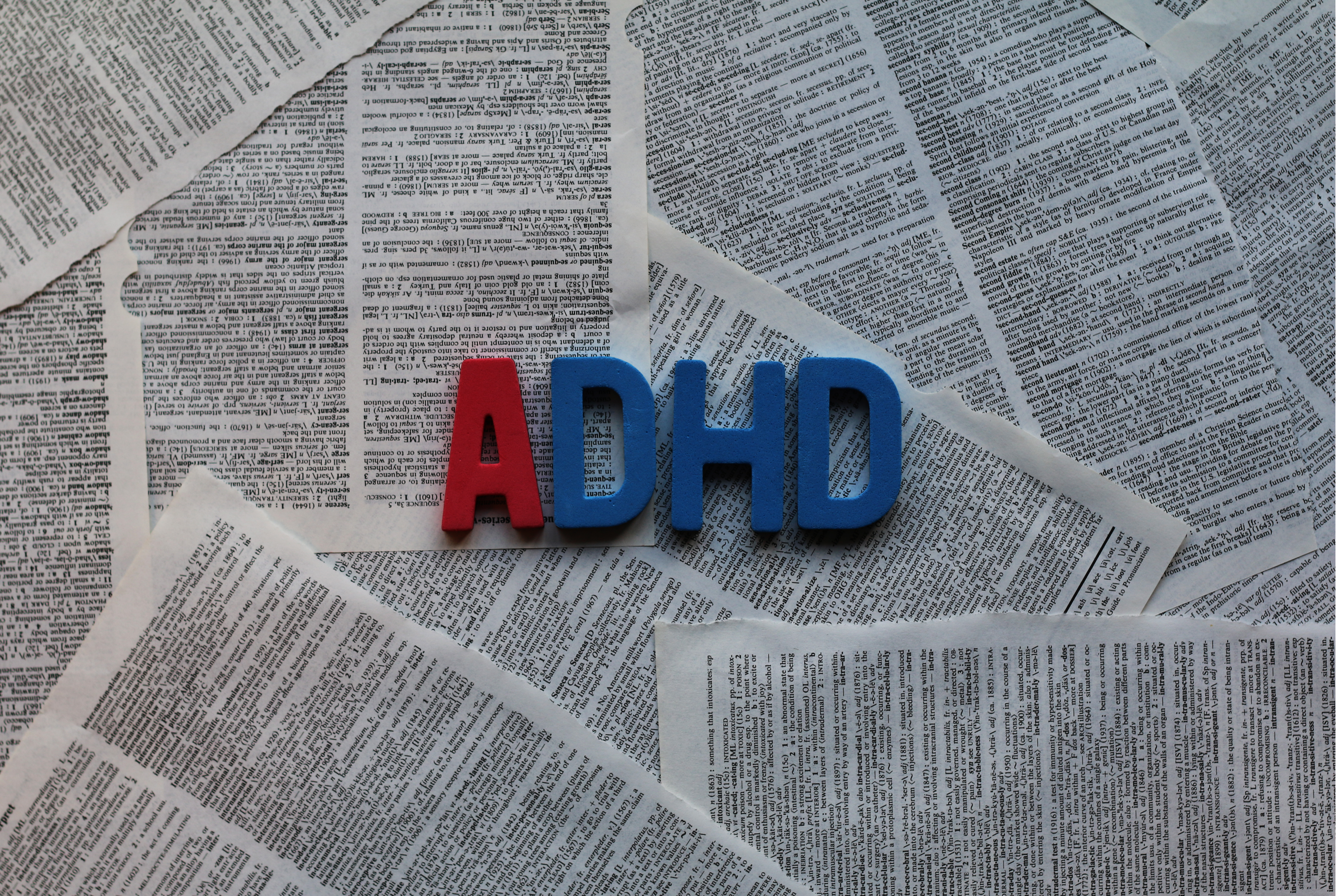
Людям зі РДУГ може бути складно організувати роботу (наприклад, паперову роботу), але разом з тим вони можуть надмірно зосереджуватись на інших цікавих речах, таких як мистецтво.

При РДУГ формулювання та мислення можуть бути повільнішими, ніж у нейротипових людей (хоча це не є універсальним), і можуть бути «довгими або дотичними». Ці симптоми неуважності виникають подвійно з тим, що було названо «гіперфокусом» у Європейській консенсусній заяві щодо «РДУГ» у дорослих 2019 року. Надмірна концентрація або гіперфокусація часто виникає, якщо людина знаходить щось «дуже цікаве та/або забезпечує миттєве задоволення, наприклад комп'ютерні ігри чи онлайн-чати. Для таких видів діяльності концентрація може тривати годинами поспіль, безперервно, у дуже зосередженій манері."
РДУГ – це труднощі у спрямуванні своєї уваги (виконавча функція лобової частки), а не брак "уважності".
Умови, які навряд чи можна сплутати з гіперфокусом, часто включають повторення думок або поведінки, наприклад обсесивно-компульсивний розлад («ОКР»), травма та деякі випадки черепно-мозкової травми.

### Аутизм
Два основні симптоми розладів аутистичного спектру («РАС») включають повторювання індивідом звуків або рухів, та його надмірну фіксацію на різних речах, включаючи теми та дії. Гіперфокус у контексті «РАС» також називають нездатністю перенаправляти думки чи завдання, коли ситуація змінюється (когнітивна гнучкість).
Одним із запропонованих пояснень гіперфокуса в людей із РАС є те, що діяльність, на якій вони гіперфокусовані, є передбачуваною. Відраза до непередбачуваних ситуацій є характерною рисою РАС, хоча вони зосереджуються на чомусь передбачуваному, їм буде важко перейти до непередбачуваного завдання.

### Шизофренія
Шизофренія — це психічний стан, що характеризується відривом від реальності, включаючи манію величі, дезорганізоване мислення та аномальну соціальну поведінку. Нещодавно поняття гіперфокуса стало частиною когнітивних симптомів, пов'язаних із цим розладом. У цьому випадку гіперфокус — це інтенсивна зосередженість на обробці інформації, що знаходиться перед ними. Ця гіпотеза припускає, що гіперфокус є причиною того, що люди, які страждають на шизофренію, відчувають труднощі з розподілом уваги на кілька речей.

### Психопатія
Деякі дослідження показали, що психопати надмірно зосереджені на отриманні винагороди, і в результаті їх здатність використовувати контекстуальні підказки, покарання або контекстну інформацію для коригування своєї поведінки може бути порушена. Крім того, вони розвивають тунельний зір, який блокує будь-який стимул (наприклад, потребу досягнення мети або страх її недосягнення).